# Silisoptinus inermicollis
Silisoptinus inermicollis là một loài bọ cánh cứng trong họ Ptinidae. Loài này được Bellés miêu tả khoa học năm 2006.